# Chet (metroul ușor din Charleroi)
Chet este o stație a metroului ușor din Charleroi de pe linia nefinalizată spre Châtelet. Stația este situată în Montignies-sur-Sambre, localitate componentă a zonei metropolitane Charleroi, și este denumită după strada Chet din apropiere.
Stația Chet, construită pe un viaduct, este complet terminată și echipată, dar nu a fost niciodată inaugurată sau exploatată comercial. Construcția liniei spre Châtelet a început la sfârșitul anilor '70 și a fost întreruptă după ce sectorul transportului public a fost transferat din responsabilitatea guvernului federal în cea a regiunilor, în urma celei de-a treia reforme a statului belgian. Acest lucru a cauzat oprirea finanțării, bugetul Regiunii valone fiind mult mai sărac decât bugetul federal, iar lucrările la această linie nu au mai fost reluate.
Stația Chet a fost finalizată în 1985 și urma să deservească o zonă de locuințe, magazinul Delfood al lanțului Louis Delhaize și stadionul Yernaux. Pereții stației sunt acoperiți cu panouri metalice de culoare roșie, iar aspectul său general este asemănător cu cel al stației Neuville. Ambele au fost proiectate de arhitectul Jean Yernaux.
Porțiunea construită a liniei spre Châtelet nu beneficiază decât de o mentenanță minimală, iar stațiile deja finalizate sunt victimele vandalismului și ale hoților de metale. Deși echipe ale TEC Charleroi patrulează zilnic traseul, stațiile sunt frecventate de toxicomani, de graffitiști sau de persoane care pătrund prin breșele gardului de protecție pentru a face fotografii sau filme. În noiembrie 2016, TEC Charleroi a instalat porți de securitate în stațiile Chet și Neuville pentru a împiedica accesul persoanelor neautorizate, însă stația Chet este puternic afectată de vandalism din cauza faptului faptul că în incinta sa se poate ajunge de pe rambleul de la capătul viaductului.